# Deriglasoff
Deriglasoff – polska grupa wykonująca szeroko pojętą muzykę rockową. Powstała w 2002 roku z inicjatywy basisty i wokalisty Olafa Deriglasoffa.

## Historia zespołu
Zespół powstał w 2002 roku z inicjatywy Olafa Deriglasoffa. Początkowo działając pod nazwą Os Gatos zespół w składzie: Olaf Deriglasoff – gitara, Bartek "Magneto" Tyciński – gitara, Grzegorz "Dżordż" Kurek – git. basowa, Macio Moretti – perkusja – pracował nad materiałem na pierwszą płytę. Wkrótce skład zmienił się, zmieniła się też nazwa na Deriglasoff. Olaf powrócił do gitary basowej, a zespół zasilili muzycy z Wrocławia: Wojtek Garwoliński na gitarze (Kości) oraz perkusista Mario Bielski (Kości, The Gardeners). W listopadzie 2005 ukazała się pierwsza solowa płyta Deriglasoffa Produkt. Płytę promował utwór Perełka, do którego teledysk nakręciła grupa filmowa Łyżka czyli Chilli oraz utwór Kosmodres.
Zbyt duża odległość jaka dzieli Warszawę i Wrocław wymusiła ponowną zmianę składu grupy. Od 2009 roku zespół Olafa tworzą: Wojciech Puzon Kuzyk i Andrzej Niski na gitarach oraz Robert Misiek Szymański na perkusji i Andrzej Szaja Szajewski na klawiszach. Druga płyta zespołu Deriglasoff pt. Noże ukazała się w lutym 2011 roku nakładem niezależnej wytwórni Laudanum Rekords a singlem promującym płytę jest utwór "Dyabeu". Także w 2011 roku grupa uzyskała nominację do nagrody polskiego przemysłu Fryderyka w kategorii album roku rock za płytę Noże.
W 2014 nakładem wytwórni Mystic Production ukazał się dwupłytowy album „XXX” podsumowujący ponad 30-letnią karierę muzyczną Olafa Deriglasoffa. Zawiera 30 utworów z lat 1980–2014. Wszystkie kompozycje pochodzące sprzed 2013 roku zostały nagrane od nowa w zmienionych aranżacjach.

## Dyskografia
Albumy
| Produkt                        | - Data: 21 listopada 2005 - Wydawca: Polskie Radio   | —  |
| Noże                           | - Data: 4 lutego 2011 - Wydawca: Laudanum Rekords    | 80 |
| XXX                            | - Data: 18 czerwca 2014 - Wydawca: Mystic Production | 39 |
| "—" pozycja nie była notowana. |                                                      |    |

Single
| Tytuł     | Rok  | Album   |
| --------- | ---- | ------- |
| "Perełka" | 2005 | Produkt |

Notowane utwory
| "Dyabeu"                       | 2011 | –  | 15 | 16 | Noże |
| "Grzeczny"                     | 2014 | 41 | –  | —  | XXX  |
| "—" pozycja nie była notowana. |      |    |    |    |      |

## Teledyski
| Tytuł         | Rok  | Reżyseria          | Album   |
| ------------- | ---- | ------------------ | ------- |
| "Perełka"     | 2005 | Łyżka czyli Chilli | Produkt |
| "Amorte"      | 2005 | Konrad Aksinowicz  | Produkt |
| "Morska Mila" | 2005 | Konrad Aksinowicz  | Produkt |
| "Norwegia"    | 2009 | Olaf Deriglasoff   | Produkt |
| "Majki"       | 2011 | Filip Kabulski     | Noże    |
| "Dyabeu"      | 2011 | Andrzej Szajewski  | Noże    |

## Nagrody i wyróżnienia
| Rok  | Kategoria              | Nagroda  | Uwagi     |
| ---- | ---------------------- | -------- | --------- |
| 2012 | Album roku rock (Noże) | Fryderyk | Nominacja |